# Чітаушукурі
Чітаушукурі (груз. ჭითაუშუქური) — село в Грузії.
За даними перепису населення 2014 року в селі проживає 368 особи.